# Otto von Thoren

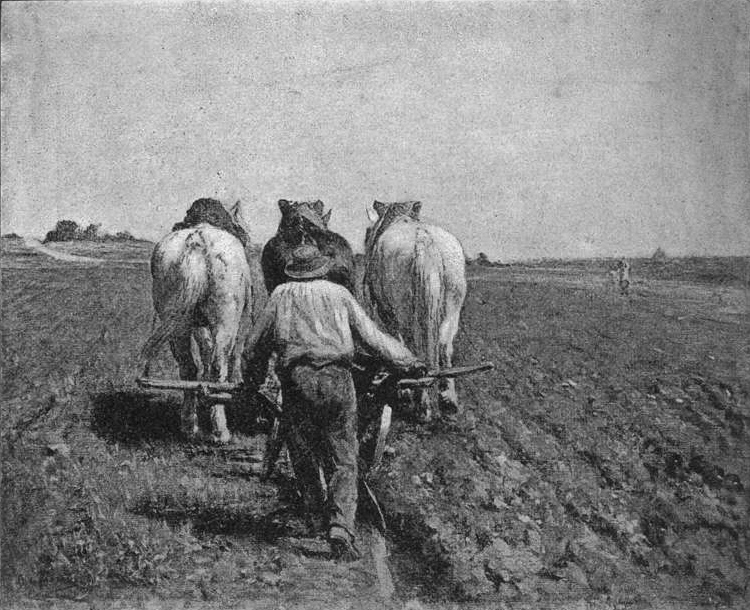
Otto von Thoren: Szántás (1890 körül)

Karl Kasimir Otto Ritter von Thoren (Bécs, 1828. július 21. – Párizs, 1889. július 14.) osztrák festő.

## Élete
Katonatisztként részt vett az 1848–49-es szabadságharc elleni hadjáratokban, azután hosszabb időn át Velencében tartózkodott, majd egészen a festészetnek szentelte idejét. Brüsszelben és Párizsban tanult.
Miután I. Ferenc József lovas képmását és a Gusztáv Adolf halálát ábrázoló történeti képét megfestette, kizárólag állatképeket kezdett festeni és kiváló jellemző erővel, finom festői érzékkel festette meg főleg szarvasmarhákat ábrázoló képeit, melyek csakhamar nagy elismerésben részesültek. A Magyar Nemzeti Múzeum képtárában is található egy műve.